# مقبره صفدر جنگ
مقبرهٔ صفدر جنگ (به هندی: सफदरजंग का मकबरा) بنای یادبودی از دوران گورکانی در شهر دهلی، هند است که مقبرهٔ نواب صفدر جنگ، حاکم شیعهٔ حکومت اوده را در خود جای داده‌است.

## آثار

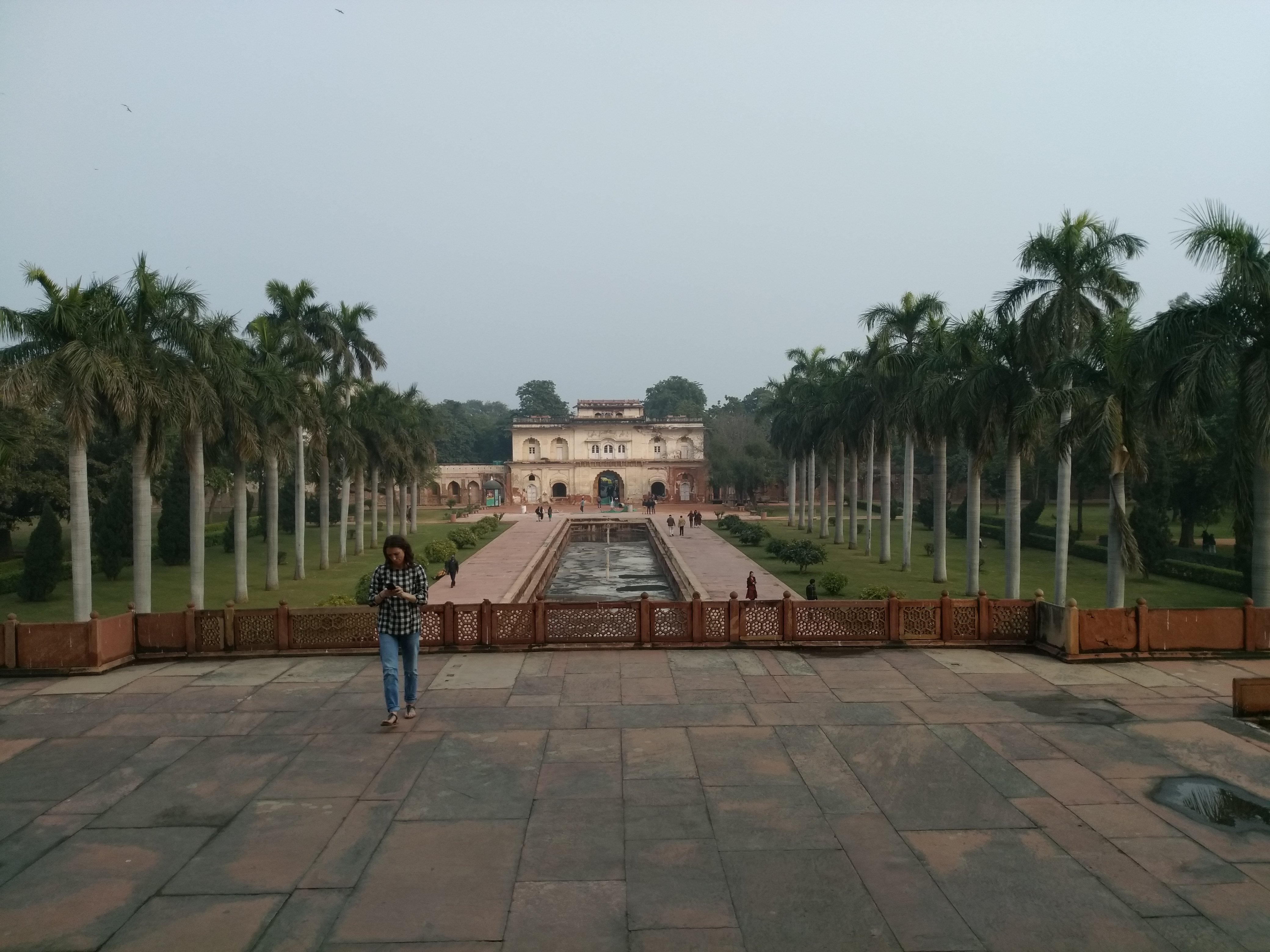
باغ مقبره
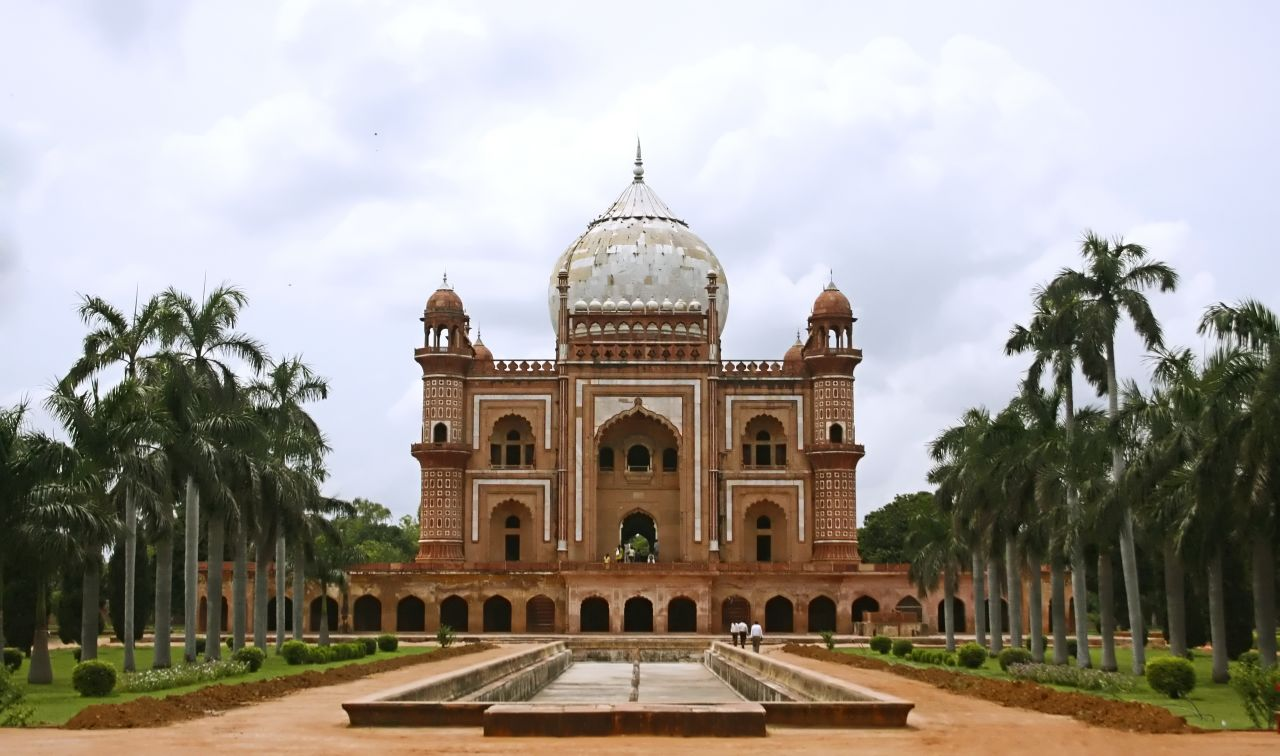
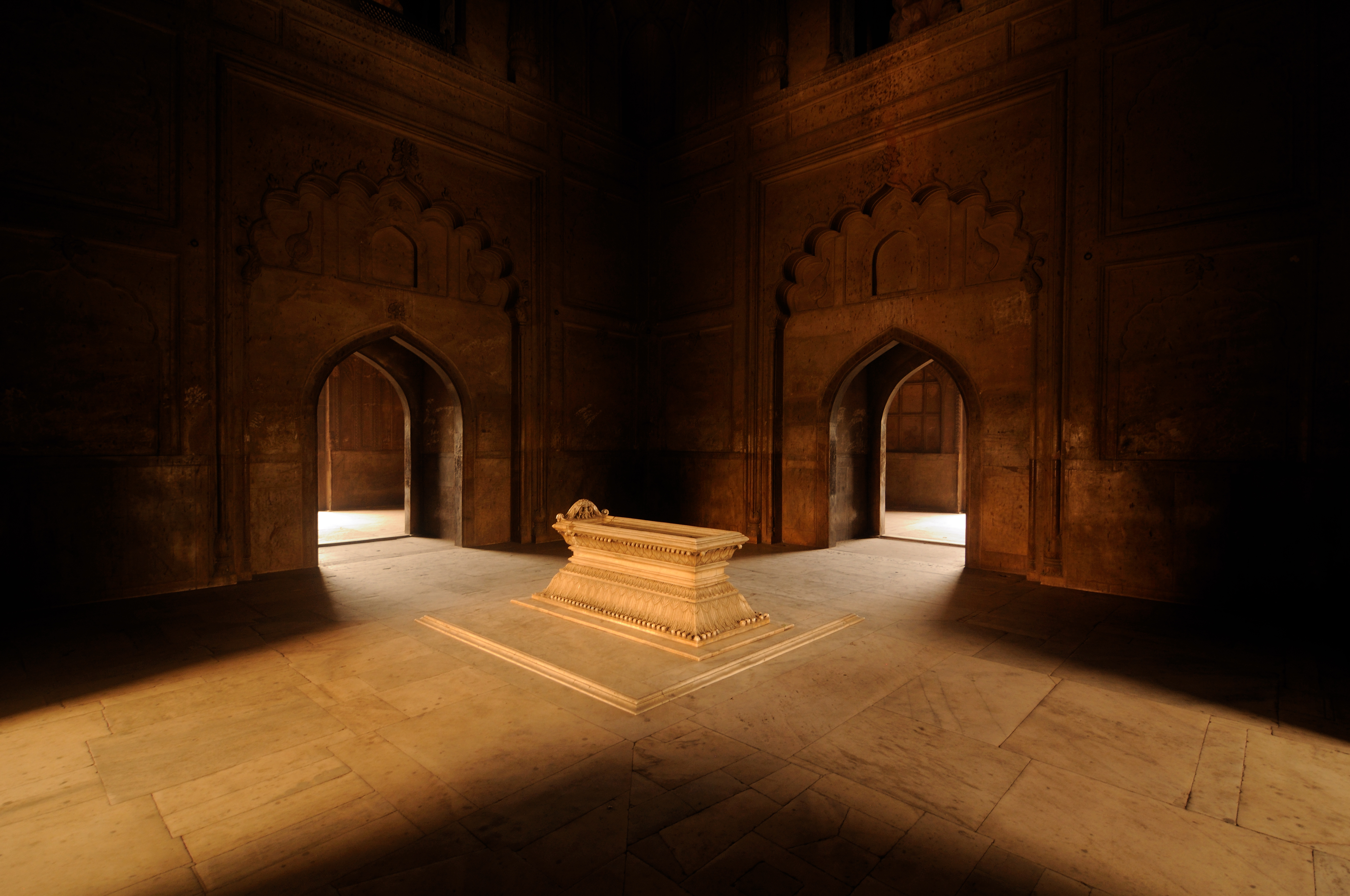
فضای داخلی مقبره و سنگ قبر صفدر جنگ